# بيت البدر
بيت البدر هو بيت تاريخي كويتي أنشئ عام 1837، ويعتبر حالياً موقع تراثي تحت أشراف المجلس الوطني للثقافة والفنون والآداب. أنشئ بيت البدر عام 1837، وآلت ملكيته لورثة عبد العزيز وعبد المحسن يوسف البدر من كبار تجار الكويت. قامت الحكومة بتثمينه عام 1965 وآلت ملكيته إلى إدارة الآثار والمتاحف عام 1968، واستخدم عام 1976 كمقر مؤقت لمتحف الكويت الوطني. يستخدم بيت البدر حالياً كمقر لإدارة التراث الشعبي الموسيقي، ومن ضمن خطط المجلس الوطني للثقافة والفنون والآداب تحويله إلي متحف للتراث الشعبي الكويتي.

## تاريخ
أنشئ بيت البدر عام 1837 على مساحة 3,020 متر مربع، آلت ملكيته لورثة عبد العزيز وعبد المحسن يوسف البدر وهما من كبار تجار الكويت. قامت الحكومة بتثمينه عام 1965 وآلت ملكيته إلى إدارة الآثار والمتاحف عام 1968 واستخدم عام 1976 كمقر مؤقت لمتحف الكويت الوطني. يستخدم بيت البدر حالياً كمقر لإدارة التراث الشعبي الموسيقي، ومن ضمن خطط المجلس الوطني للثقافة والفنون والآداب تحويله إلي متحف للتراث الشعبي الكويتي.

## التصميم
يمثل بيت البدر النموذج المعماري السائد في الكويت وقت بنائه، حيث يعبر عن المظاهر الأجتماعية والاقتصادية والحضارية التي كانت تسود المجتمع الكويتي في القرن التاسع عشر. يقع البيت في منطقة القبلة مطل على ساحل البحر. بني البيت من الطين واللبن والصخور على عادة مباني الكويت في ذلك الوقت، ويضم خمسة ساحات (أحواش) مكشوفة وهي حوش الديوانية وحوش الحريم وحوش المطبخ وحوش الغنم والعمارة وهي ساحة تستخدم للتخزين. وطليت جدران البيت بالجص مما مما يعطيه لونه الأبيض. وبنيت فيه أبراج التهوية (الباكدير) التي تستخدم كوسيلة لخفض درجة الحرارة في المنزل خلال فترة الصيف.